# McPhersonville
McPhersonville es un área no incorporada ubicada del condado de Hampton en el estado estadounidense de Carolina del Sur. La comunidad se encuentra cerca de las fronteras del condado de Condado de Beaufort y Condado de Jasper. Una vez un importante centro de la riqueza y la cultura en la época colonial parroquia de Prince William (más o menos análoga a la de hoy en día Condado de Hampton), McPhersonville es ahora poco más que un lugar marcado por una carretera secundaria entre Yemassee y Early Branch.

## Historia moderna
El tumulto económico de la zona de post-Civil, agravado por la destrucción de la infraestructura local por las tropas de Sherman empezó una larga época de declive en McPhersonville. La oficina de correos McPhersonville cerró en la década de 1950 y de la comunidad ya está servida por la sucursal de Yemassee. No hay negocios importantes en la moderna McPhersonville, aunque la zona ha experimentado un pequeño renacimiento en los últimos 20 años como dueños de la propiedad moderna y los inversores se sienten atraídos por las mismas condiciones favorables del medio ambiente que atrajo a los primeros colonos.  La Iglesia Presbiteriana Independiente  Stoney Creek es ahora administrada por la Fundación Presbiteriana Stoney Creek, asociados con la Primera Iglesia Presbiteriana en Beaufort, que fue utilizado como escenario en la película Forrest Gump.